# Hieracium ueksipii
Hieracium ueksipii (Нечуйвітер Юксіпа) — вид рослин з родини айстрових (Asteraceae), ендемік північно-європейської Росії. Вид названо на честь Альберта Юксіпа.

## Опис
Середні листя понад 1/2–2/3 довжиною майже з паралельними краями, лише вище відносно різко звужених, відношення їх довжини до ширини зазвичай коливається від 5:1 до 6.0(6.5): 1.0.

## Поширення
Ендемік північно-європейської Росії. Досить поширена рослина Мурманської області та північної Карелії.